# Список дипломатичних місій у Грузії

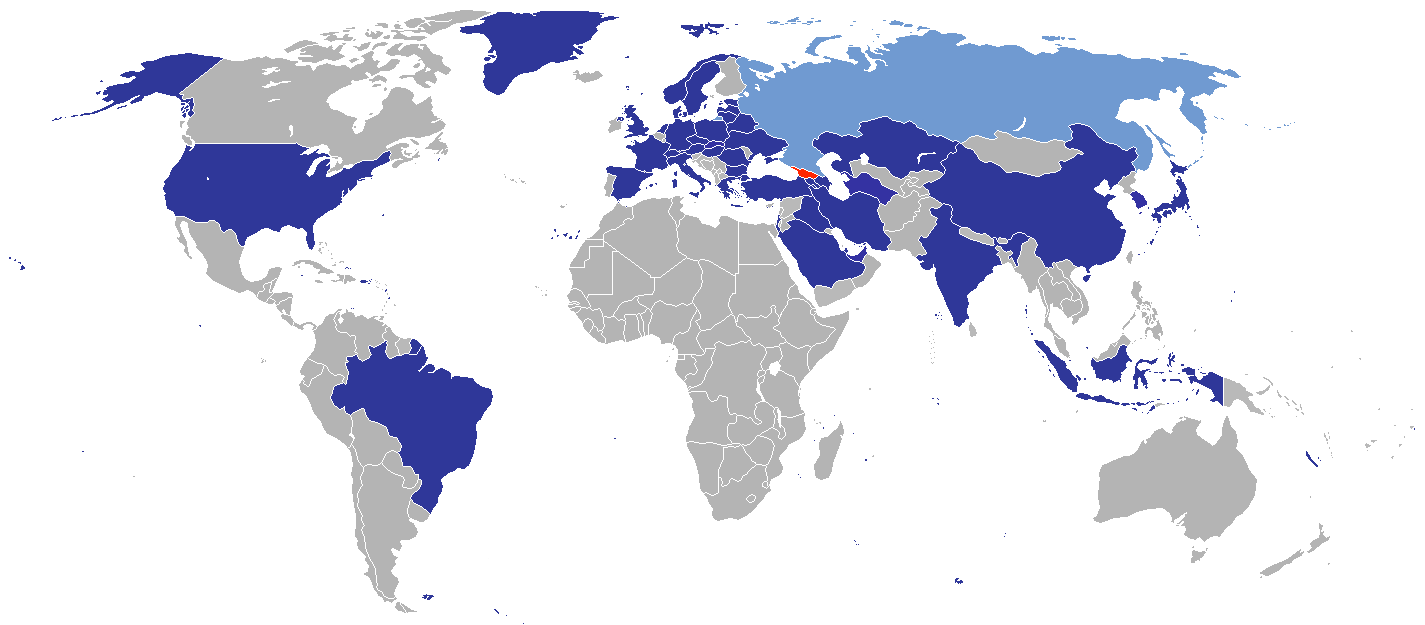
Країни, які мають посольство в Грузії

Нижче представлено список дипломатичних місій в Грузії. Наразі в столиці Грузії Тбілісі діють 36 посольств та 2 відділи посольств. Багато інших держав мають акредитованих послів в столицях інших держав, в основному в Анкарі. Також в місті Батумі є генеральні консульства 4 держав.

## Посольства
- Австрія
- Азербайджан
- Білорусь
- Болгарія
- Бразилія
- Ватикан
- Велика Британія
- Вірменія
- Греція
- Естонія
- Ізраїль
- Ірак
- Іран
- Італія
- Казахстан
- Катар
- КНР
- Латвія
- Литва
- Мальтійський орден
- Нідерланди
- Німеччина
- ОАЕ
- Польща
- Румунія
- Словаччина
- США
- Туреччина
- Туркменістан
- Угорщина
- Україна
- Франція
- Чехія
- Швейцарія
- Швеція
- Японія

## Інші представництва
- Росія - секція інтересів Росії при Посольстві Швейцарії в Грузії (після Російсько-грузинської війни 2008 року, коли Грузія розірвала дипломатичні стосунки із Росією, посольство Швейцарії в Грузії почало представляти інтереси Росії, а посольство Швейцарії в Росії почало представляти інтереси Грузії)
- Іспанія - відділ посольства
- Південна Корея - відділ посольства

## Акредитовані посли

### Анкара
- Австралія
- Албанія
- Алжир
- Аргентина
- Багамські Острови
- Бангладеш
- Бенін
- Боснія і Герцеговина
- Буркіна-Фасо
- Бурунді
- Гватемала
- Еквадор
- Ефіопія
- Замбія
- Іспанія
- Канада
- Колумбія
- Мексика
- Оман
- Перу
- Португалія
- Таїланд
- Філіппіни
- Шрі-Ланка

### Баку
- Афганістан
- Бельгія
- Йорданія
- Киргизстан
- Куба
- Молдова
- Норвегія
- Пакистан
- Південна Корея
- Саудівська Аравія
- Таджикистан
- Узбекистан

### Москва
- Ангола
- Болівія
- Гвінея
- ДР Конго
- Зімбабве
- Кот-д'Івуар
- Лівія
- Малі
- Південний Судан
- Республіка Конго
- Уганда

### Київ
- Данія
- Індонезія
- Малайзія
- Марокко
- Нігерія
- ПАР
- Сербія
- Словенія
- Чорногорія

### Інші міста
- В'єтнам - Астана
- Гана - Тегеран
- Гондурас - Берлін
- Єгипет - Єреван
- Індія - Єреван
- Ірландія - Софія
- Ісландія - Рейк'явік
- Кіпр - Афіни
- Кувейт - Єреван
- Ліван - Єреван
- Люксембург - Люксембург
- Малаві - Берлін
- Мальта - Варшава
- Монголія - Астана
- Нова Зеландія - Варшава
- Панама - Варшава
- Північна Корея - Ташкент
- Уругвай - Бухарест
- Фіджі - Брюссель
- Хорватія - Афіни
- Чилі - Варшава

## Генеральні консульства
В місті Батумі є генеральні консульства 4 держав:
- Азербайджан
- Вірменія
- Іран
- Туреччина

## Представництва міжнародних організацій

### Організація Об'єднаних Націй
- Програма розвитку ООН
- Управління Верховного комісара ООН у справах біженців
- Організація Об'єднаних Націй з промислового розвитку
- ООН-Жінки
- Всесвітня організація охорони здоров'я
- Продовольча та сільськогосподарська організація ООН
- ЮНІСЕФ
- Міжнародна організація з міграції

### Європейський Союз
- Європейський Союз
- Моніторингова місія Європейського Союзу в Грузії[en]
- Спеціальний представник Європейського Союзу
- Європейський інвестиційний банк

### Інші
- Рада Європи
- НАТО (офіс зв'язків)
- Місія ОБСЄ в Нагірному Карабаху
- Міжнародний валютний фонд
- Міжнародний комітет Червоного Хреста
- Міжнародна федерація товариств Червоного Хреста та Червоного Півмісяця
- Міжнародний кримінальний суд
- Міжнародний центр міграційної політики
- Європейський банк реконструкції та розвитку
- Азійський банк розвитку
- Група Світового банку

## Галерея

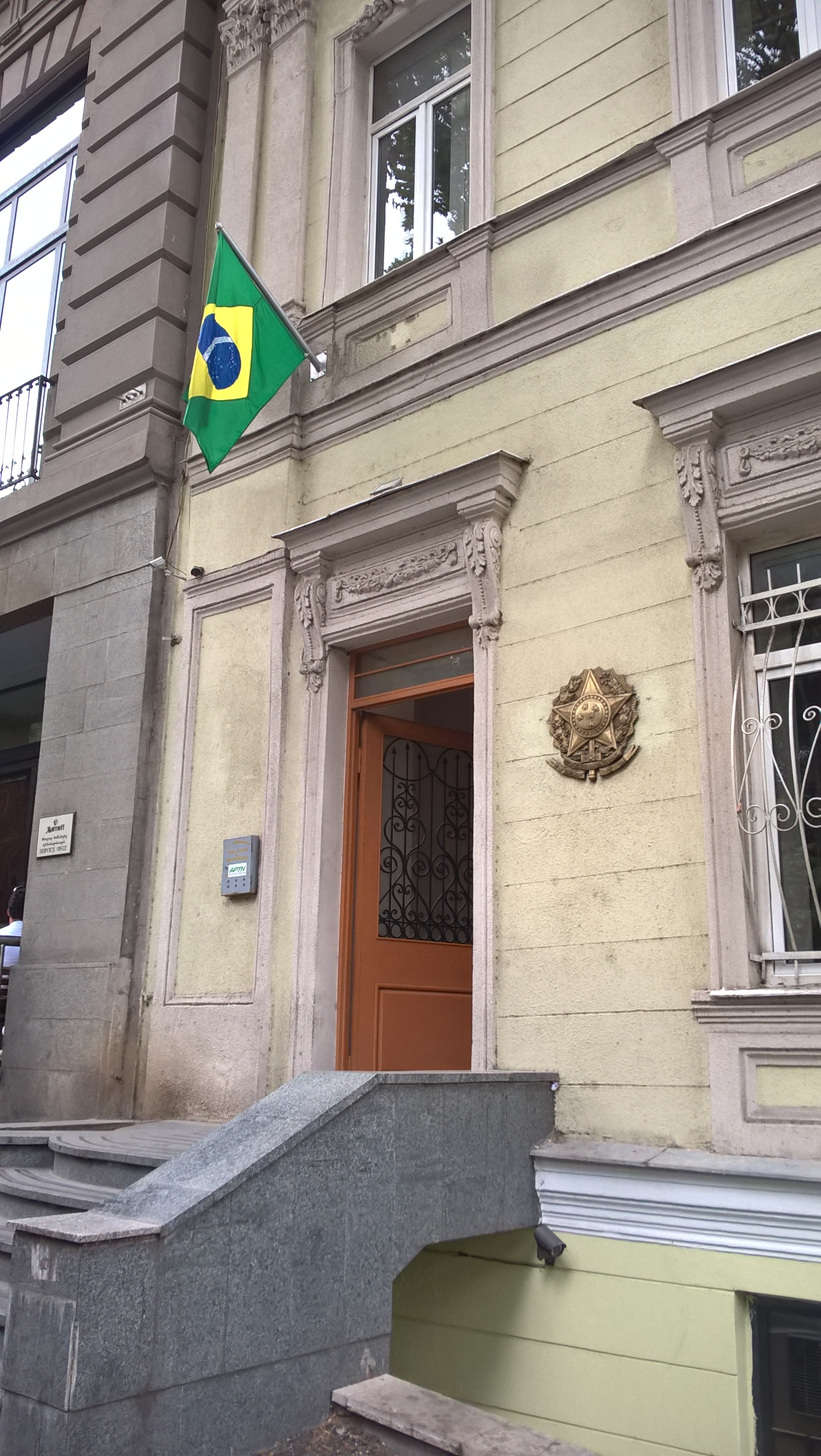
Посольство Бразилії
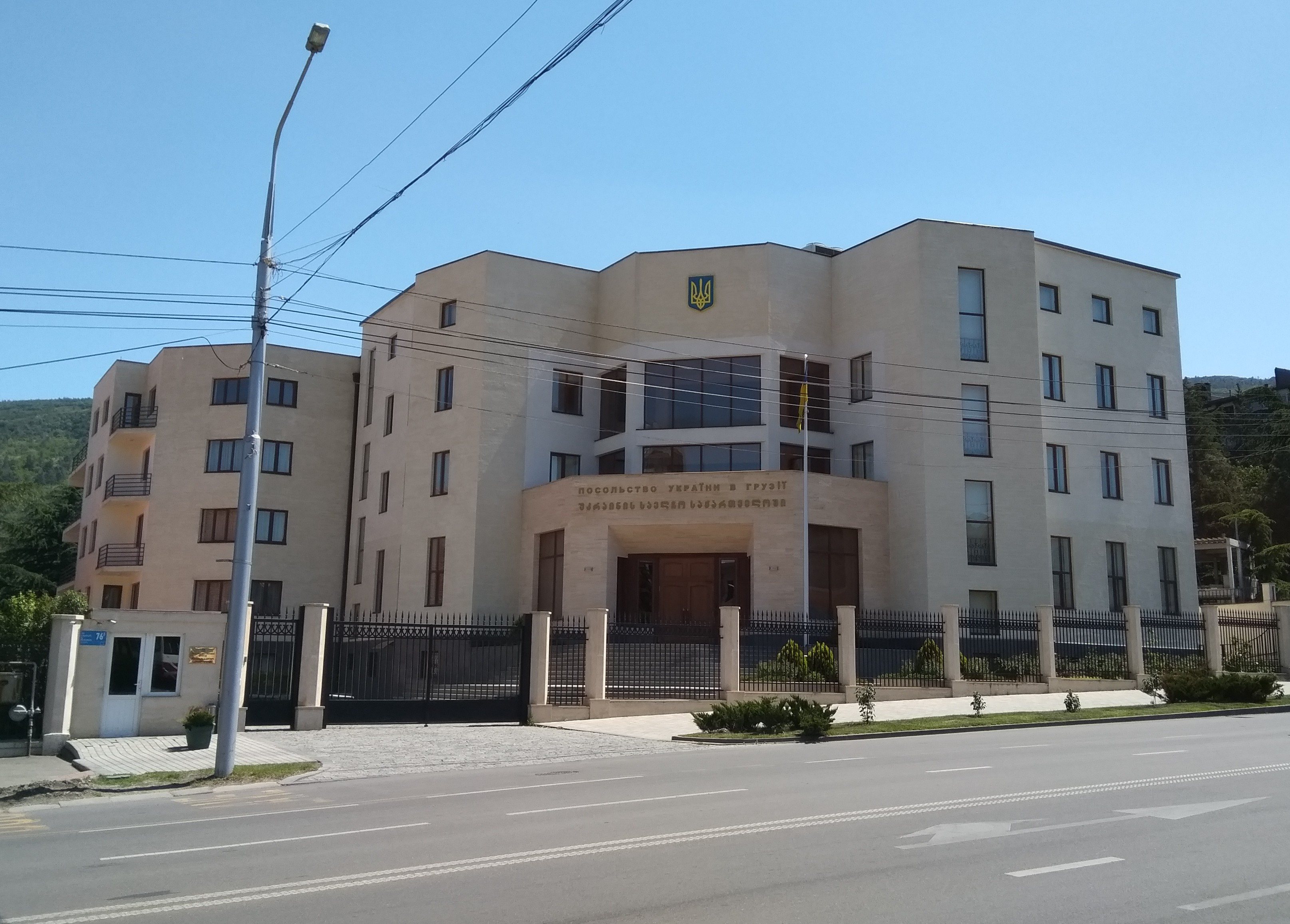
Посольство України
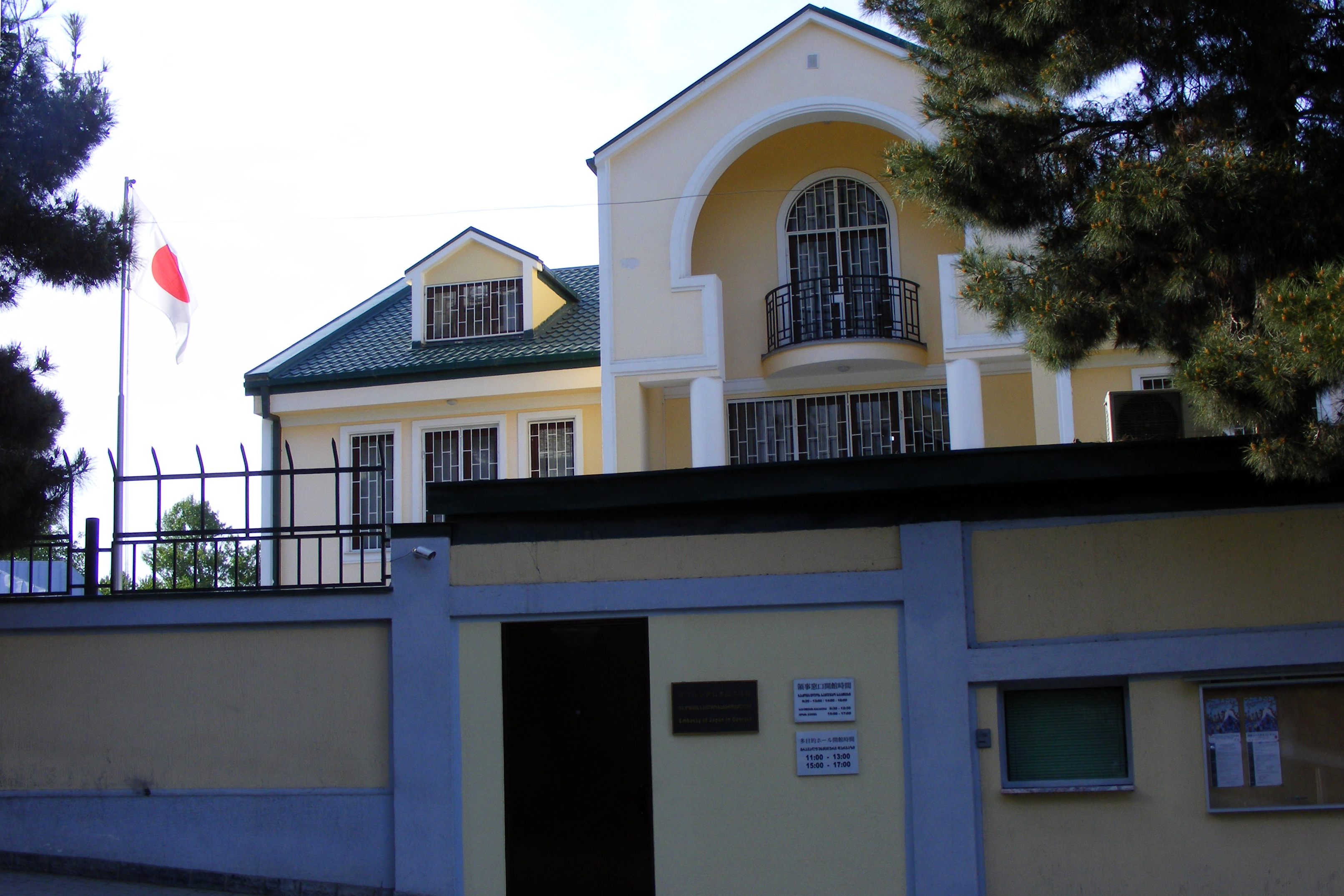
Посольство Японії
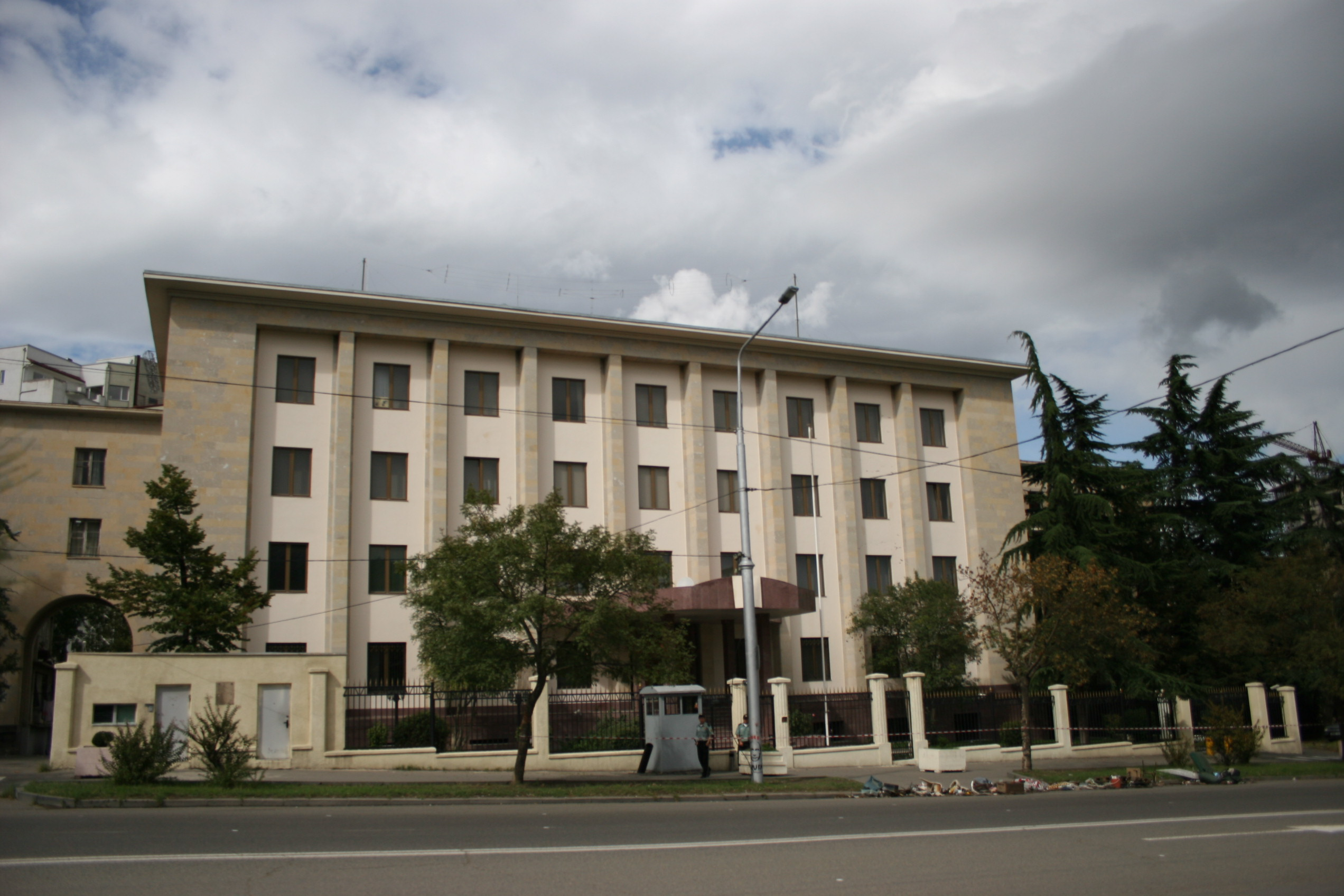
Секція інтересів Росії при Посольстві Швейцарії